# Рабочая энциклопедия
«Рабо́чая энциклопе́дия» — справочное издание (биографический словарь) о передовых рабочих Ленинграда. Вышло в издательстве Лениздат в 1982 году; второе издание — в 1986 году. Во втором издании освещены за период с 1921 по 1985 годы краткие биографии около 450 ударников и стахановцев первых пятилеток, героев фронта и тыла в годы Великой Отечественной войны, энтузиастов послевоенного строительства, новаторов пятилеток.
Создана на основе публикаций еженедельника «Ленинградский рабочий», который в марте 1979 начал печатать очерки о передовых ленинградских рабочих разных поколений.

## Структура
Периодизация биографий — по пятилеткам.
Каждый раздел предваряет вступительная статья.
Завершает издание приложения: «Краткая хроника истории социалистического соревнования», «Ленинградские рабочие — Герои Советского Союза», Алфавитный указатель,  портреты Героев Труда и др.

## Библиографическое описание
Рабочая энциклопедия, 1921-1985 гг. / Сост. А. Ф. Занин и др. - Ленинград : Лениздат, 1986. - 398,[1] с. : ил.; 23 см.; ISBN (В пер.) (В пер.) : 1 р. 20 к.